# Mons-Boubert
Mons-Boubert település Franciaországban, Somme megyében. Lakosainak száma 578 fő (2022. január 1.). Mons-Boubert Arrest, Boismont, Franleu, Quesnoy-le-Montant és Saigneville községekkel határos.

## Népesség
A település népességének változása:
| Lakosok száma | 529  | 548  | 563  | 558  | 556  | 552  | 561  | 569  | 578  |
|               | 2013 | 2015 | 2016 | 2017 | 2018 | 2019 | 2020 | 2021 | 2022 |